# جیره‌بندی آب
جیره‌بندی آب به ایجاد محدودیت در مصرف آب به دلیل کمبود آب گفته می‌شود یعنی تقسیم بندی بر مبنای افراد یا انواع مصارف و می‌تواند موارد زیر را محدود کند:
- آبیاری فضاهای سبز
- کارواش
- استخرها